# Галуут

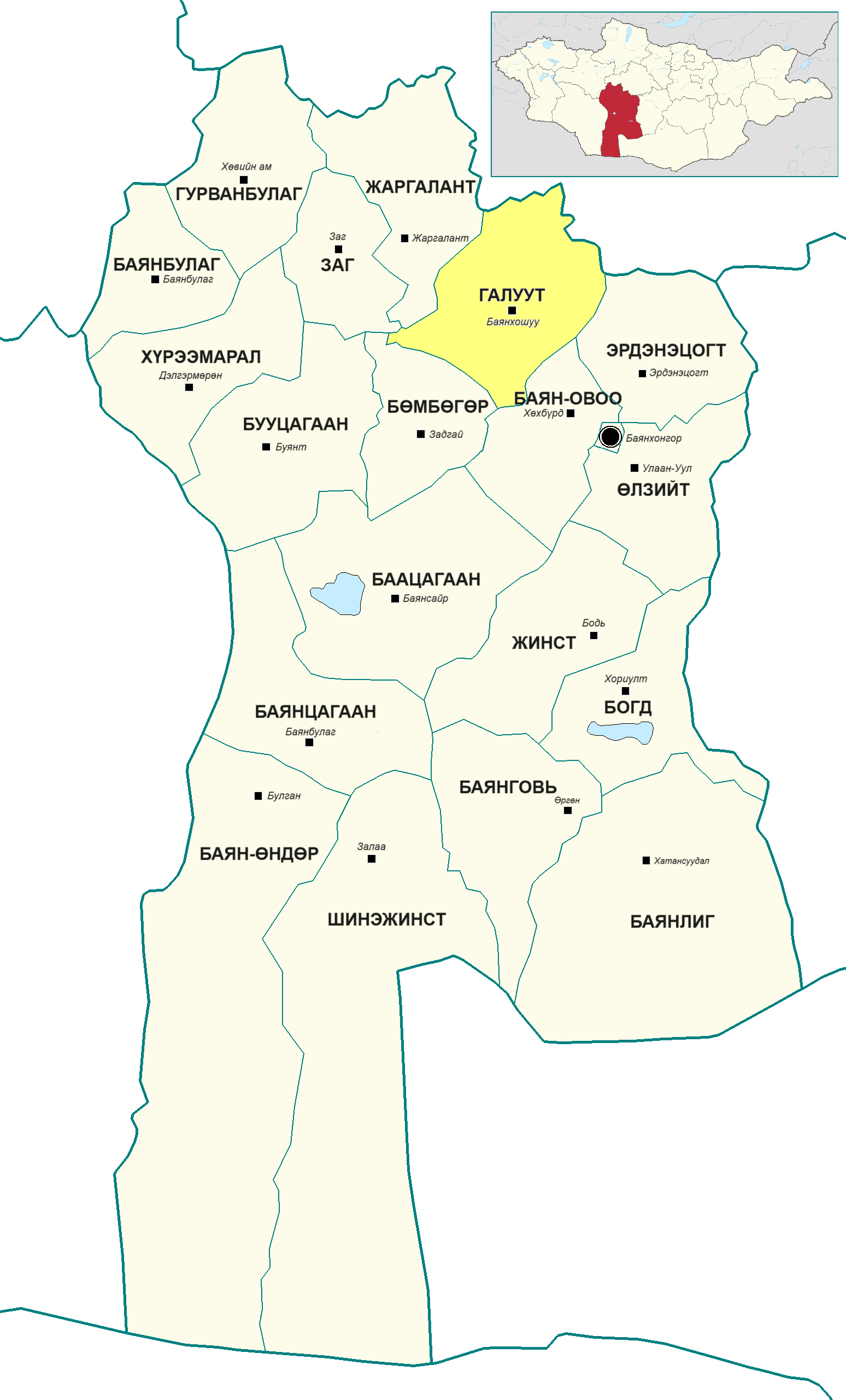
Карта сомона Багуур находявшийся в аймаке Баянхогора

Галуут (рус. Гусиный) — сомон аймака Баянхонгор в Южной Монголии, площадь которого составляет 5 047 км². Численность населения по данным 2006 года составила 4 012 человек.